# Clara Córdoba Morán
Clara Córdoba Morán är en ort i Mexiko.   Den ligger i kommunen Santa Cruz Xoxocotlán och delstaten Oaxaca, i den sydöstra delen av landet, 400 km sydost om huvudstaden Mexico City. Clara Córdoba Morán ligger 1 636 meter över havet och antalet invånare är 178.
Terrängen runt Clara Córdoba Morán är varierad, och sluttar österut. Runt Clara Córdoba Morán är det tätbefolkat, med 570 invånare per kvadratkilometer. Närmaste större samhälle är Oaxaca de Juárez, 6,6 km öster om Clara Córdoba Morán. I omgivningarna runt Clara Córdoba Morán växer huvudsakligen savannskog.